# Heinrich Wilhelm Schott
Heinrich Wilhelm Schott (døbt 7. januar 1794 i Brno, død 5. marts 1865 i Wien) var en østrigsk botaniker og gartner.
Schott deltog i den østrigske ekspedition til Brasilien 1817-1821 og blev udnævnt til hofgartner i Wien i 1828. Fra 1845 og til sin død virkede Schott som direktør for slotshaverne og det kejserlige menageri. I 1852 forestod han også den delvise omdannelse af slotsparken ved Schönbrunn til et engelsk anlæg. Han blev særligt kendt på grund af sin forskning i Alpefloraen og skabelsen af alpehaven ved slottet Belvedere. Han berigede også slotshaverne i Wien med sine samlinger fra Brasilien.

## Værker
- Meletemata botanica (sammen med Stephan Ladislaus Endlicher), 1832
- Rutaceae. Fragmenta botanica, 1834
- Genera Filicum, 1834-1836
- Analecta botanica (sammen med Karl Georg Theodor Kotschy og Carl Frederik Nyman), 1854
- Synopsis Aroidearum, 1856
- Aroideae, 1853-1857
- Icones Aroidearum, 1857
- Genera Aroidearum exposita, 1858
- Prodromus systematis Aroidearum, 1860

## Autornavn
Autornavnet Schott kan bruges for Heinrich Wilhelm Schott sammen med et videnskabeligt artsnavn inden for botanikken. (Wikipedia-artikler der bruger autornavnet)